# Gustav Roesicke
Gustav Roesicke, född 15 juli 1856 i Berlin, död 25 februari 1924 i Oels, var en tysk politiker. Han var bror till Richard Roesicke.
Roesicke blev 1886 domstolsassessor och ägnade sig sedan 1889 åt förvaltningen av sitt riddargods Görbersdorf i provinsen Brandenburg. Han var från den agrariska rörelsens början en av dess ledande män och blev 1898 tillsammans med Conrad von Wangenheim ledare för den inflytelserika agrarsammanslutningen "Bund der Landwirte". Åren 1898-1903 och 1907-12 tillhörde han tyska riksdagen. Från 1914 till novemberrevolutionen 1918 var han ledamot av riksdagen för det Tysk-konservativa partiet och 1919-20 ledamot av nationalförsamlingen och tillhörde där Tysknationella folkpartiet.